# Niesen
Il Niesen (2.362 m s.l.m.) è una montagna delle Prealpi Bernesi nelle Prealpi Svizzere.

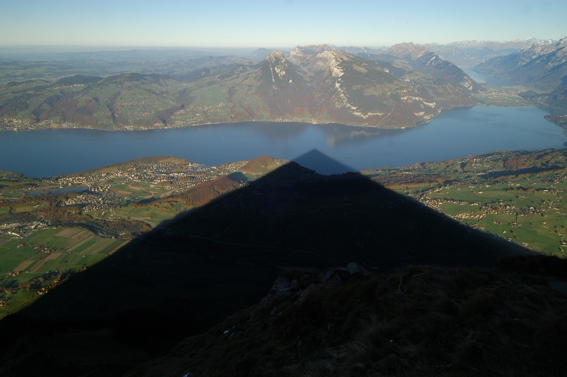
L'ombra del monte sul lago di Thun.

È caratterizzato da una forma a piramide quasi perfetta. Si trova a sud del lago di Thun e, quando il sole si trova a sud, la sua ombra particolare si proietta sul lago e sulla pianura.
Dal 1910 una funicolare la Niesenbahn collega Mülenen (frazione di Aeschi bei Spiez) con la vetta della montagna.
La funicolare possiede una scala di servizio di 11674 scalini, che la rende la scalinata più lunga al mondo.